# 二ノ膳
二ノ膳（にノぜん）は、日本のイラストレーター、キャラクターデザイナー。

## 主な作品

### イラスト
- 柏葉空十郎『MIB』シリーズ - 表紙絵、挿絵
- 至道流星『羽月莉音の帝国』シリーズ - 表紙絵、挿絵

### ゲーム
- ライブ ア ライフ -天沢裕樹のセクシャル実況ライフ!?-（softhouse-seal） - キャラクターデザイン、原画
- 明日はきっと、晴れますように -She said so，and prayed to cloudy skies.-（HUG） - キャラクターデザイン、原画
- ぜったい遵守☆強制子作り許可証!!（softhouse-seal GRANDEE） - キャラクターデザイン、原画
- ぼくらの孕孕スクールライフ 〜クラス全員中出し完了〜（ローズクラウン） - キャラクターデザイン、原画
- 清純なカラダは、アイツの腕の中で男を知っていく 彼女の幸せそうな姿を、指を咥えて見ているしかない物語（アトリエさくら） - キャラクターデザイン、原画